# Línea N8 (Córdoba)
Línea N8 era una línea de transporte urbano de pasajeros de la ciudad de Córdoba, Argentina. Deja de prestar servicio por la empresa Coniferal en febrero de 2014, tras la implementación del nuevo sistema de transporte de colectivos.

## Recorrido
Desde Ituzaingó Anexo al Área Central. 
 Servicio diurno.
- Ida: desde Van Der Wals y Vucetich - Ruta 9 Sur – Avenida Sabattini - Bulevar. Illia - Balcarce - San Jerónimo hasta 27 de Abril esquina Corro.

- Regreso: desde Corro y Fragueiro hasta Avenida Colón - Av. Gral. Paz - Av. Vélez Sarsfield - Bulevar San Juan- Bv. Illia – Av. Sabattini - ruta 9 sur hasta Av. Vucetich esquina Van der Walls.